# Predstavitev v templju (Ambrogio Lorenzetti)
Predstavitev v templju je slika italijanskega pozno srednjeveškega slikarja Ambrogija Lorenzettija, podpisana in datirana iz leta 1342, ki je zdaj razstavljena v firenški galeriji Uffizi. Je eno največjih del italijanskega srednjeveškega slikarja, pa tudi eno od petih, ki jih je podpisal in datiral.

## Zgodovina
Slika je prvotno krasila oltar svetega Crescencija v stolnici v Sieni in je bila naročena kot del cikla štirih oltarnih del, posvečenih mestnim svetnikom zavetnikom (sv. Ansan, sv. Sabin iz Spoleta, sv. Crescentij in sv. Victor) v obdobju 1330-1350. Sem spadajo Oznanjenje s sv. Margareto in sv. Ansanom Simona Martinija in Lippo Memmija, Marijino rojstvo Pietra Lorenzettija (1342, Oltar sv. Sabina) in Kristusovo rojstvo, ki je zdaj razstavljeno, pripisano Bartolomeu Bulgariniju iz leta 1351 (oltar svetega Viktorja). Vse slike naj bi predstavljale zgodbe Življenja Marije, okronala pa jih je Maestà Duccia di Buoninsegna. Uporaba dragega laka na slikah in lapis lazuli kaže na prestiž naročila.
V dveh opisih iz 15. stoletja je delo omenjeno kot triptih, na dveh stranskih ploščah pa sta bila upodobljena nadangel sv. Mihael in sv. Crescentij mučenik. Stoletje kasneje so umetniki, vključno z Giovanni di Paolo in Bartolo di Fredi, izvedli kopije slike. Kasneje so jo razstavili in postavili v samostan v Sieni. Toskanski vojvoda Ferdinand III. jo je leta 1822 premestil v Firence. Leta 1913 je postala del zbirke galerije Uffizi.

## Opis
Slika prikazuje predstavitev v templju, dogodek, ki naj bi se po hebrejskem zakonu zgodil štirideset dni po otrokovem rojstvu, da bi se mati lahko očistila. Znotraj dveh osrednjih vitkih stebrov so Madona (ki drži krpo, v kateri je bil zavit otrok), otrok (s premikajočimi nogami in prstom v ustih) in Simon prerok), ki govori in vzame otroka v naročje. Na skrajni levi strani je Jožef, pred njo sta dve ženski: slednji nimajo a˙vreole, da bi označili, da nimajo svetega statusa. Na desni je Ana, ki jo spremlja latinska kartuša z navedbo iz Lukovega evangelija (Lk 2,38 - In ob tej uri se je zahvalila Bogu in govorila o njem vsem, ki so iskali odrešitev v Jeruzalemu). Za oltarjem je duhovnik z golobčki za žrtvovanje in v levi roki, nož. Pred njim gori ogenj na žrtveniku oltarja. Na levi za njim sta za arhitekturni elementi deloma vidna še dva duhovnika.
Prizor je postavljen znotraj cerkve, fino okrašen v gotskem slogu (nekoliko podoben Sienski stolnici) z glavno in dvema stranskima ladjama, vsaka pa je nadgrajena s tremi okrašenimi ogivalnimi loki. Nad duhovniki, znotraj cerkve, je slavolok z dvema angeloma; držita ščit z Blagoslavljajočim Kristusom. Luneti nad stranskima ladjama prikazujeta preroke s kartušami, nad stebri v ospredju pa sta upodobljena dva majhna Mojzesova kipa s tablo Deset zapovedi in Jošua s Soncem v roki. V zgornjem delu, nad marmorno intarzijo obokov in frizom z zmaji, je vrsta angelov z girlando.
Končno so v osrednjem zgornjem loku figure Mojzesa in Malahija, ki imata tudi kartuše z latinskimi verzi, vzetimi iz Svetega pisma.

## Zunanje povzave
- La scheda ufficiale di catalogo
- Immagine ad alta definizione su Google Art Project